# ISO 3166-2:AR
ISO 3166-2:AR은 지리 식별 부호(geocode)를 정의하는 ISO 표준인 ISO 3166-2의 일부이며, 아르헨티나에 적용된다. 1개의 시와 23개의 주가 하부 부호를 할당받았다. 하부 코드는 1자리의 영어 대문자로 쓴다. AR은 ISO 3166-1에서 할당된 국가 코드를 사용한다.

## 식별 부호
| 코드 | 행정 구역            |
| ---- | -------------------- |
| AR-A | 살타주               |
| AR-B | 부에노스아이레스주   |
| AR-C | 부에노스아이레스     |
| AR-D | 산루이스주           |
| AR-E | 엔트레리오스주       |
| AR-F | 라리오하주           |
| AR-G | 산티아고델에스테로주 |
| AR-H | 차코주               |
| AR-J | 산후안주             |
| AR-K | 카타마르카주         |
| AR-L | 라팜파주             |
| AR-M | 멘도사주             |
| AR-N | 미시오네스주         |
| AR-Q | 네우켄주             |
| AR-P | 포르모사주           |
| AR-R | 리오네그로주         |
| AR-S | 산타페주             |
| AR-T | 투쿠만주             |
| AR-U | 추부트주             |
| AR-V | 티에라델푸에고주     |
| AR-W | 코리엔테스주         |
| AR-X | 코르도바주           |
| AR-Y | 후후이주             |
| AR-Z | 산타크루스주         |